# Tauszk Éva
Tauszk Éva, asszonynév: Halász Tamásné, (Budapest, 1924. november 16. – Budapest, Erzsébetváros, 1967. október 2.) orvosdoktor, belgyógyász, az orvostudományok kandidátusa (1964).

## Kutatási területei
Kutatásai főleg a kísérletes és orvosi hormonológia, a verejtékelválasztás élet- és kórtana, valamint a szívinfarktus keletkezésének és gyógyításának problémakörére vonatkoztak.

## Élete
1934-től az V. Kerületi Községi Ráskai Lea Leánygimnáziumban tanult, ahol a Riedl Frigyes Ifjúsági Önképzőkör tagja, a természettudományi szakosztály vezetője lett. Aktívan részt vett a gimnázium belső életében; ünnepnapi szavalással és az iskolai diákkaptár főellenőreként. 1938-ban, 1939-ben és 1940-ben iskolai dolgozataiért, valamint önképzőköri tevékenységéért könyvjutalomban, illetve dicséretben részesült.
1942-ben jeles eredménnyel érettségizett, s latin nyelvből - az évek során látogatott latin nyelvi rendkívüli tanfolyam eredményeként - kiegészítő vizsgát is tett. Tanulmányait a Szegedi Tudományegyetemen folytatta, illetve a budapesti Pázmány Péter Tudományegyetem Orvostudományi Karán ahol 1948-ban kapta meg orvosi diplomáját . 1948-ban és 1949-ben az István Kórház kórbonctani osztályán, 1949 májusától 1953-ig pedig a belosztályon dolgozott, mint beosztott orvos. 1950. június 3-án a Szent István Kórházban "Sikeres művi koraszülés kombinált villamos decompensált betegnél" címmel tartott előadást.
1952-ben tette le belgyógyászati szakvizsgáját. 1954 januárjától augusztusig a Péterfy Sándor Utcai Kórház poliklinikai egységében orvos, majd 1956-ig a Magyar Tudományos Akadémia Tudományos Minősítő Bizottságának aspiránsa volt a Budapesti Orvostudományi Egyetem II. számú belgyógyászati klinikáján. 1957 elejétől ugyanezen klinikán tanársegéd, 1962. február 1-jén áthelyezték a II. számú szemklinikára, 1962. április 5-én pedig az Orvostovábbképző Intézetbe. 1962 és 1963 között adjunktus. 1963-ban és 1964-ben a II. számú Szemészeti Klinika belgyógyász konziliáriusa. 1964-től haláláig az Orvostovábbképző Intézet III. számú belklinikájának adjunktusa. Rákban hunyt el. Haláláról a Népszabadság is beszámolt, és az Orvosi Hetilap is.
Fő műve nyomtatott kötetben jelent meg, tudományos közleményeit orvosi szaklapokban, tudománynépszerűsítő cikkeit az Élővilágban publikálta. Jó barátságot ápolt Haynal Imre belgyógyásszal.

### Családja
Édesapja Tauszk Ervin bankszakember, édesanyja Demecs Mária. Egy testvére volt, Márta. 1948. október 23-án Budapesten házasságot kötött Halász Tamás Gábor belgyógyásszal, Halász Géza és Drozda Katalin fiával, akitől 1963-ban elvált. Lánya Halász Zsuzsanna belgyógyász volt, fia Halász Tamás sakkozó.

## Művei

### Fő műve
- A szívizom-infarctus néhány kérdéséről: Kandidátusi értekezés. MTA, TMB Budapest, 1963. 188 p. (Nyomtatott anyag.)[15][m 3]

### Tudományos közleményeiből
- Serum glutamin-oxalecetsav-transaminase activitás meghatározása és klinikai jelentősége. Halász Tamással, Szemere Pállal. Orvosi Hetilap, 99. (1958: 38. sz.) 1305–1307. p.
- Súlyos hypochrom anaemiát okozó trichurosis. Lengyel Annával. Orvosi Hetilap, 105. (1964: 6. sz.) 267–269. p.
- A verejték Na-koncentrációjának vizsgálata anasarcával járó szívelégtelenség esetében. Strausz Imrével, Bán Ibolyával, Horányi Péterrel. Kísérletes Orvostudomány, 17. (1965: 5. sz.) 524-528. p. (A Laboratóriumi Orvosok Nagygyűlésén, 1963. november 29-én tartott előadás alapján.)
- A szemfenéki thrombo-emboliák kezeléséről. Sármány Judittal. Orvosi Hetilap, 106. (1965: 39. sz.) 1854-1855. p.
- A ciliaris vérkeringés befolyásolása általánosan adott gyógyszerekkel. Réthy Istvánnal. Szemészet, 99. (1962: 3. sz.) 172-175. p.

### Tudománynépszerűsítő cikkeiből
- Hogyan keletkezik a cukorbetegség? Élővilág, 6. (1961: 3. sz.) 48-50. p.
- Amit az elhízásról tudnunk kell. Élővilág, 6. (1961: 5. sz.) 39-41. p.